# كاشي محلة (دابوي الجنوبي)
کاشي محلة (بالفارسية: کاشی‌محله) هي قرية تقع في إيران في قسم دابوي الجنوبی الريفي. يقدر عدد سكانها بـ 213 نسمة بحسب إحصاء 2016.